# جانفیدا (کاشاتاق)
جانفیدا (ارمنی: Ջանֆիդա) یک منطقهٔ مسکونی در جمهوری آرتساخ است که در استان کاشاتاق واقع شده‌است. بر اساس سرشماری سال ۲۰۰۵ بالغ بر ۶۵ نفر جمعیت دارد.